# Club de Básquetbol Halcones Rojos Veracruz
Gli Halcones Rojos Veracruz sono una società cestistica con sede a Veracruz, in Messico. Fondata nel 2005, giocano nella Liga Nacional de Baloncesto Profesional.
Disputano le partite interne nel Auditorio Benito Juárez, che ha una capacità di 3.466 spettatori.